# Ismenius Lacus
Ismenius Lacus és una característica d'albedo a la superfície de Mart, localitzada amb el sistema de coordenades planetocèntriques a 39.67 ° latitud N i 30 ° longitud E. El nom va ser aprovat per la UAI l'any 1958 i fa referència a Llac Ismenia, forma poètica per descriure Tebes.